# Перемешаево
Перемешаево — деревня в Наро-Фоминском районе Московской области, входит в состав сельского поселения Веселёвское. Население — 8 чел. (2010), в деревне числятся 7 садовых товариществ. До 2006 года Перемешаево входило в состав Веселёвского сельского округа.
Деревня расположена в юго-западной части района, на правом берегу безымянного левого притока реки Руть (приток Протвы), примерно в 14 км к югу от города Верея, высота центра над уровнем моря 191 м. Ближайшие населённые пункты — Благовещенье в 0,7 км на юго-запад и Дудкино в 1,5 км на север.

## Население
| 2002 | 2006 | 2010 |
| ---- | ---- | ---- |
| 6    | ↘5   | ↗8   |